# Thomas Ziolko
Thomas Ziolko (* 28. April 1972 in Berlin) ist ein Berliner Politiker (CDU).
Thomas Ziolko lebt im Berliner Bezirk Lichtenberg, im Ortsteil Karlshorst. In Lichtenberg erlebte er seine Kindheit und hat dort von 1978 bis 1988 die Schule besucht. Nach dem Schulabschluss absolvierte er eine Lehre als Koch im Restaurant Café Moskau. Nach der Wende hat er eine kaufmännische Ausbildung am Deutschen Institut für Wirtschaftsforschung abgeschlossen und anschließend das Fachabitur im Bereich Wirtschaft abgelegt. Später studierte er Betriebswirtschaft und Verwaltungswissenschaften an der Hochschule für Technik und Wirtschaft Berlin.

## Politischer Werdegang
Seit 1990 ist Thomas Ziolko aktiv in der CDU und engagiert sich in der Berliner Kommunalpolitik. So war er von 1991 bis 1996 Vorsitzender der Jungen Union Lichtenberg. Auch nahm er für die CDU verschiedene Mandate war: 1992 bis 1995 Bezirksverordneter, 1995 bis 1999 Mitglied des Berliner Abgeordnetenhauses und von 2001 bis 2004 Fraktionsvorsitzender der CDU-Lichtenberg. Im Jahre 2005 wechselte er den Kreisverband und wurde Mitglied der CDU-Wuhletal im Bezirk Marzahn-Hellersdorf, wo er aktives Mitglied des Kreisvorstandes und des Ortsvorstandes der CDU-Biesdorf war.

## Ehrenamtliches Engagement
Neben seiner beruflichen Tätigkeit und seinem politischen Engagement hat Ziolko sich auch immer in verschiedenen Bereichen ehrenamtlich betätigt. Für die beiden zoologischen Einrichtungen in der deutschen Hauptstadt engagiert er sich seit 2004 sehr stark. Hier gilt seine Leidenschaft dem Erhalt und der Förderung des Tierparks Berlin und des Zoologischen Gartens Berlin. Er ist Gründungsmitglied der Freunde und Förderer vom Schloss Friedrichsfelde e. V., Mitglied im Förderkreis Lichtenberger Bibliotheken e. V., dem Unionhilfswerk und seit 2004 Vorsitzender der Gemeinschaft der Förderer von Tierpark Berlin und Zoologischem Garten Berlin e. V. Seit Mai 2008 ist Ziolko auch im Präsidium der Gemeinschaft der Deutschen Zooförderer, dem Dachverband der Förderer von zoologischen Einrichtungen in Deutschland. 

## Schriften
- mit Olaf Lange: Schloss Friedrichsfelde. Bäßler, Berlin 2015, ISBN 978-3-930388-99-8.